# Arthur Vivian
Arthur Pendarves Vivian (4 juin 1834 - 18 août 1926) est un industriel britannique, propriétaire de mines et homme politique libéral de la famille Vivian, qui a travaillé dans le sud du Pays de Galles et la Cornouailles et siège à la Chambre des communes de 1868 à 1885.

## Jeunesse et éducation
Vivian est le troisième fils de l'industriel John Henry Vivian et de son épouse Sarah Jones, fille d'Arthur Jones, de Reigate. Son frère aîné est Henry Vivian (1er baron Swansea) et son oncle Hussey Vivian (1er baron Vivian). Il fait ses études au Collège d'Eton, à l'École des mines de Freiberg en Saxe et au Trinity College, Cambridge. Il quitte l'université en 1855, à la mort de son père, pour gérer les fonderies de cuivre et les usines de laminage et la mine de charbon de Port Talbot. Sa résidence en Cornouailles est à Glendorgal dans la paroisse de St Columb Minor.

## Service public et parlementaire
Vivian est élu comme l'un des deux députés de Cornwall-Ouest en 1868, un siège qu'il occupe, en tant que libéral, jusqu'en 1885, lorsque la circonscription est divisée à la suite du redécoupage de 1885.
Vivian est juge de paix et sous-lieutenant pour Glamorgan et juge de paix et sous-directeur des Stannaries pour la Cornouailles. Dans la politique locale, Vivian est un conseiller du comté Glamorgan 1889-1898, et conseiller de Cornouailles de 1898 à 1926. Il est haut shérif de Cornouailles en 1889. Il est lieutenant-colonel du 1er Glamorgan Rifle Volunteers, et est nommé Compagnon de l'Ordre du Bain (CB) en 1894. Il est colonel commandant la Brigade d'infanterie volontaire des frontières du sud du Pays de Galles de 1895 à 1902, est nommé Chevalier Commandeur de l'Ordre du Bain (KCB) dans la liste des honneurs du couronnement de 1902 publiée le 26 juin 1902, et investit comme tel par le roi Édouard VII au palais de Buckingham le 24 octobre 1902.

## Voyages et livres de voyages
Il voyage fréquemment et est membre de la Royal Geographical Society. Il publie Wanderings in the Western Land (1879), décrivant ses voyages en Amérique du Nord, commençant le 14 août 1877 à Saint-Jean de Terre-Neuve. En 1879, il est nommé membre de la Société géologique de Londres. Il est président de la Royal Geological Society of Cornwall pour 1880–1881 .

## Vie familiale
Il épouse le 3 mars 1867, Augusta Emily Wyndham-Quin, fille de Edwin Wyndham-Quin (3e comte de Dunraven et Mount-Earl). Elle est décédée le 11 février 1877. Il épouse ensuite, le 10 mars 1880, Jane Georgina Dalrymple, fille de John Dalrymple (10e comte de Stair). Il a des enfants des deux mariages. Sa deuxième épouse est décédée le 8 juin 1914.
Vivian vend sa résidence Glendorgal, près de Newquay le 11 décembre 1882 et achète le domaine Bosahan, près de Helston la même année, y vivant de 1885 jusqu'à sa mort en 1926, à l'âge de 92 ans.